# Enreixat (espeleotema)

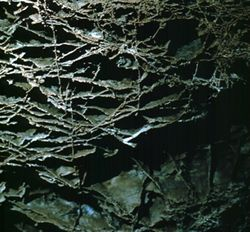
Enreixat al Wind Cave National Park, Dakota del Sud, EUA

Un enreixat és un tipus d'espeleotema que té forma d'enreixat. El seu origen té lloc quan la roca matriu s'esquerda i aquestes fissures són omplides per dipòsits de minerals, com ara calcita. Si el mineral format té major resistència que la roca matriu amb el pas del temps l'erosió eliminarà la roca matriu, menys resistent, i el material que omplia les fissures quedarà projectat cap a l'exterior. La roca al seu voltant s'anirà dissolent i cada vegada serà més marcat l'enreixat.